# Vignelli Associates
Vignelli Associates була дизайнерською компанією, співзасновниками та якою керували Массімо та Лелла Вінеллі в Нью-Йорку з 1971 по 2014 рік.     Вони твердо працювали в рамках модерністської традиції, наголошуючи на простоті, використовуючи основні геометричні форми та обмежений діапазон шрифтів.  Їхня дизайнерська робота, що охоплює графічний дизайн, брендинг і фірмовий стиль, архітектуру та інтер’єри, а також промисловий дизайн, вважається однією з найвпливовіших у 20 столітті.   

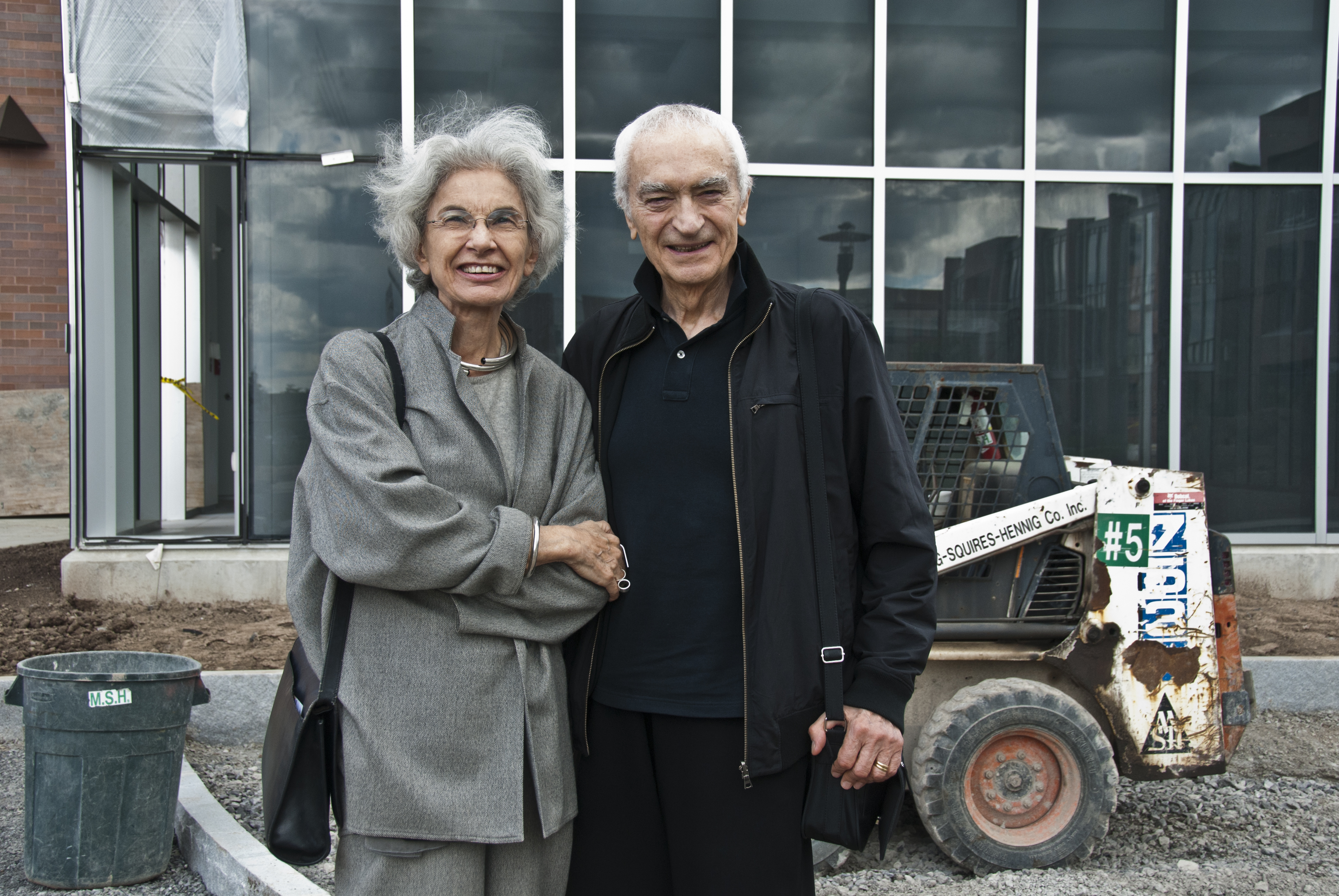
Лелла та Массімо Віньєллі перед Центром досліджень дизайну Віньєллі Рочестерського технологічного інституту в 2010 році

У 1965 році Массімо Віньєллі разом з Бобом Нурдою та Ральфом Еккерстремом заснували консультаційну компанію з корпоративного дизайну Unimark Internationalроці Віньєллі залишив Unimark, оскільки відчував, що зростання та диверсифікація компанії призвели до розмивання первісної концепції дизайну та збільшення акценту на маркетингу на шкоду дизайну . Невдовього Массімо разом з Леллою Віньєллі створили Vignelli Associates , яка відкрила орижі та Мілані . 

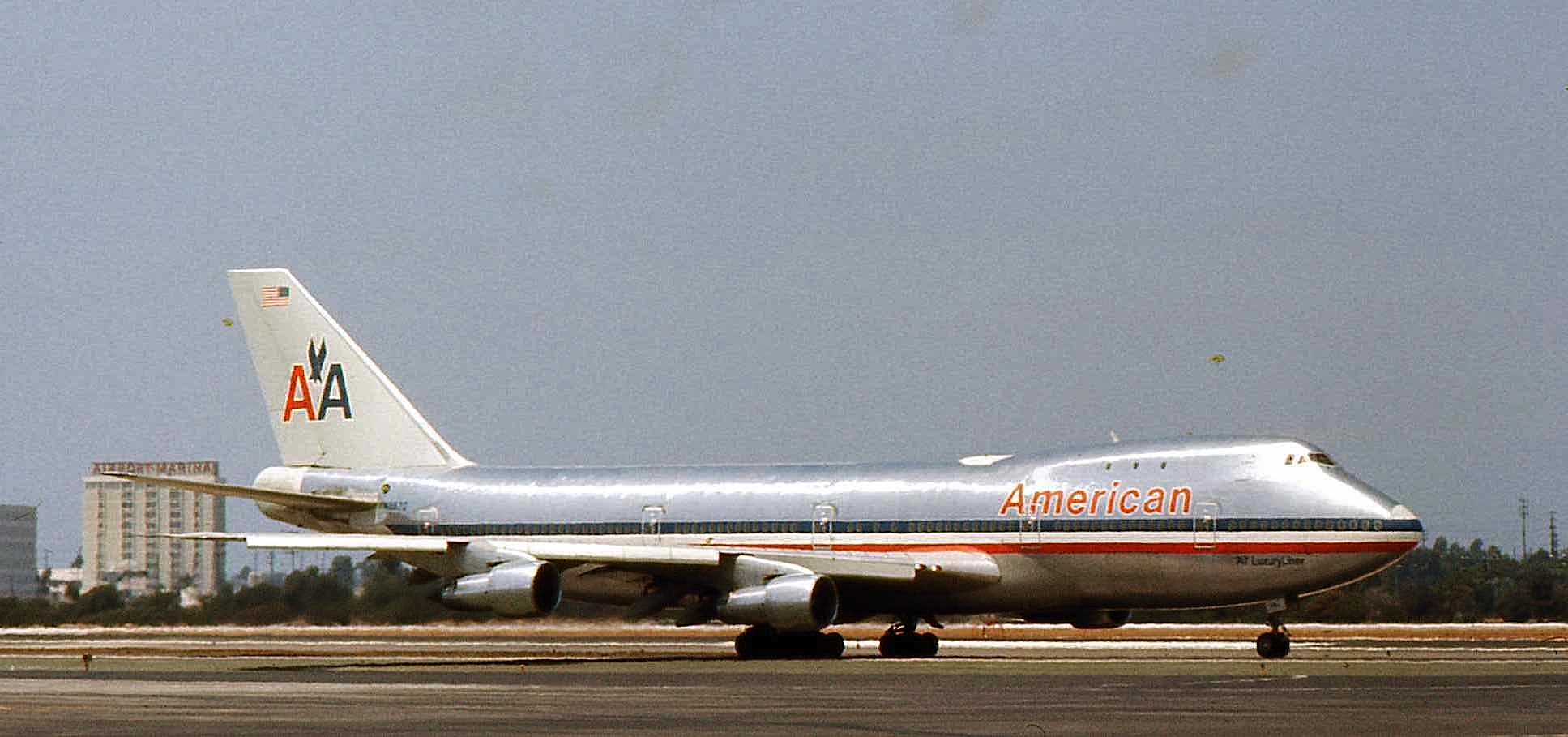
Логотип Vignelli American Airlines 1967 року та ліврея літака

Серед найвідоміших проєктів Віньєллі — створення фірмового стилю для таких великих клієнтів, як Knoll International (1965), для якої вони оновили візуальну ідентичність; American Airlines (1967), для якої розробили логотип; та Нью-Йоркське метро, для якого створили систему покажчиків і карту спочатку в Unimark, а пізніше — у Vignelli Associates.
У наступні роки варто відзначити, що подружжя замовляє корпоративні стилі для універмагу Bloomingdale (1972) і виробників автомобілів і мотоциклів Lancia (1978) і Ducati (1992), а також систему вивісок для музею Гуггенхайма в Більбао (1997).  Їх значні дизайни меблів включали крісло Handkerchief для Knoll International (1982), стіл Serenissimo (1985) для італійського виробника Acerbis і журнальний столик Magic (1990) для більш дешевого бренду Morphos Acerbis.  Інші дизайни Vignelli також включали роздрібні макети для Artemide, ювелірні вироби для Cleto Munari та скляні вироби для Venini та Steuben Glass Works . 
Колишній співробітник Vignelli Associates Майкл Бірут писав, що «мені здавалося, що все місто Нью-Йорк — це постійна виставка Віньєллі [приблизно 1981]. Щоб дістатися до офісу, я їхав у метро з вивісками, розробленими Вінеллі, ділився тротуаром з людьми, які тримали сумки від Bloomingdale, розроблені Vignelli, і проходили біля церкви Святого Петра, у вікні якої було видно орган, розроблений Vignelli, я відчув, що перебуваю в центрі всесвіту». 
Робота Vignelli Associate була відзначена нагородами Compasso d'Oro (у 1964 році за сервірування столового посуду Heller і в 1998 році за графічну ідентифікацію COSMIT ),   і спільною золотою медаллю AIGA (1983) за їхні досягнення та внесок у дизайн.  AIGA описала їхній спільний дизайн як «величезний за кількістю, масштабний за медіа та обсягом і незмінний за досконалістю».  Крім того, Лелла та Массімо були окремо відзначені різними нагородами та почесними ступенями протягом свого життя та кар’єри.

У 2008 році Массімо і Лелла Віньеллі погодилися пожертвувати всю свою колекцію дизайну Рочестерському технологічному інституту . Центр досліджень дизайну Віньєллі, спроектований Леллою та Массімо Вінеллі, містить архів. Будівля, яка була завершена у вересні 2010 року, пропонує виставкові площі, класні кімнати та офіси серед численних зручностей. Массімо Віньеллі сказав про це:
У Центрі досліджень дизайну Віньеллі буде розміщено наш всеосяжний архів графічного дизайну, меблів і предметів під керівництвом Р. Роджера Ремінгтона, видатного професора дизайну Вінеллі в RIT. Центр сприятиме дослідженням, пов’язаним з модерністським дизайном, за допомогою програм і виставок. про нашу роботу, а також інші суміжні теми. 
Массімо Віньеллі помер 27 травня 2014 року в Нью-Йорку у віці 83 років.     Лелла Віньеллі померла у своєму будинку на Манхеттені 22 грудня 2016 року у віці 82 років від деменції .  